# Parvis de gare

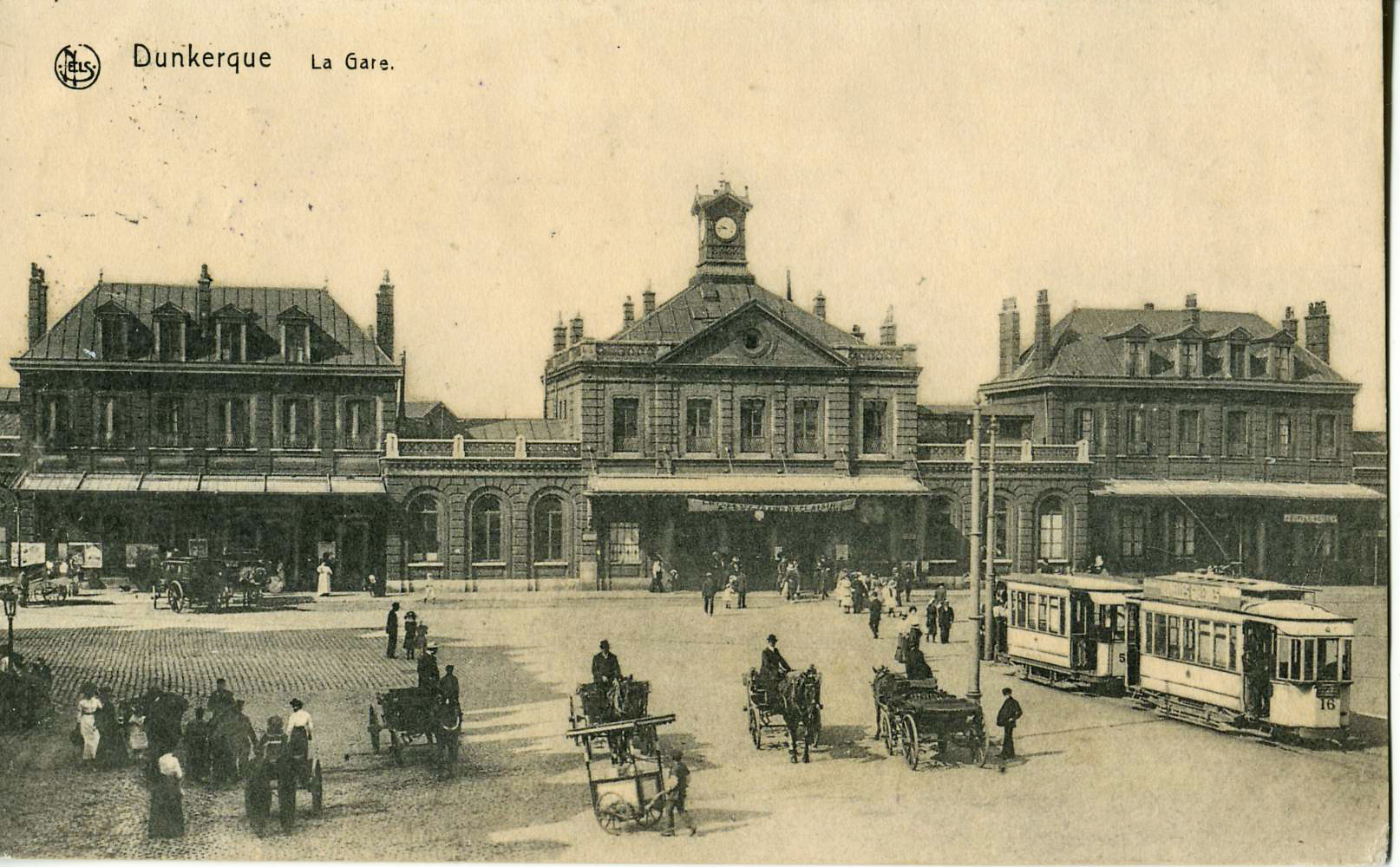
Parvis de l'ancienne gare de Dunkerque.

Un parvis de gare est une place située devant une gare (le nom de « place de la Gare » sert souvent d'odonyme dans ce cas), servant à magnifier celle-ci, ainsi qu'à lui donner une certaine visibilité et à améliorer son accessibilité tant piétonne que par des transports motorisés, bien que cet espace soit de plus en plus fréquemment réaménagé en plateau piétonnier.
Son nom découle du parvis situé devant une église.